# Operace Lukaševič III
Operace Lukaševič III. – Suliga byl sovětský zpravodajský výsadek v době druhé světové války určený k podávání důležitých vojenských informací z Prahy a okolí. Skupina zpravodajců měla být tříčlenná ve složení:
- velitel Ivan Prokofjevič Kurilovič (krycí jméno plk. Stefan/Richard Suliga, volací znak Lukaševič)
- radista čs. npor. Štefan Šahur (krycí jméno Ján Kolár, volací znak Didro)
- radistka ppor. Ludmila Alexandrovna Donskaja (krycí jméno Galika, volací znak Symvol) – nevysazena

## Členové výsadku
Bližší informace o veliteli výsadku Ivanu Prokofjevičovi Kurilovičovi jsou místy chaotické, ale jisté je tolik, že tento Bělorus narozený roku 1911 v obci Staromlyny žil po první světové válce v Polsku, ale roku 1930 se i s rodiči přestěhoval do Argentiny, odkud v roce 1938 odešel do Španělska, do řad republikánských interbrigád. Po skončení španělské občanské války byl internován ve Francii. Ze zajetí se mu podařilo uprchnout a po vypuknutí 2. světové války a porážce Francie se zde zapojil od levicového hnutí odporu. Roku 1943 byl poslán na území okupovaného Polska, respektive západní Ukrajiny, kde se zapojil do odboje a polského a později i sovětského partyzánského hnutí. V březnu 1944 přešel frontu a dostal se ke zpravodajskému oddělení 1. ukrajinského frontu. Do Rudé armády byl přijat koncem května v hodnosti vojína (veden jako nestraník) Následně byl 17. června 1944 spolu s radistkou Donskou vysazeni u Lvova v rámci zpravodajské operace Lukaševič I. Za frontou zůstali až do osvobození Lvova koncem července téhož roku. Jejich mise byla hodnocena jako velmi úspěšná. Během podzimu 1944 měl být vysazen do týlu ještě jednou v rámci operace Lukačevič II., o které zatím nejsou žádné dostupné informace. Výsadek u Prahy byl jeho třetím bojovým seskokem.
Štefan Šahur se narodil 3. listopadu 1914 v městečku Závadka na Podkarpatské Rusi a v letech 1936-1939 sloužil v československé armádě na Slovensku. V červnu 1940 utekl z Maďary okupovaného Podkarpatska do SSSR, kde byl za ilegální překročení hranic odsouzen na 5 let nucených prací v gulagu. V roce 1942 se přihlásil do vznikající čs. jednotky a v listopadu se hlásil v Buzuluku. Roku 1943 prošel boji u Kyjeva a Žaškova, za což obdržel od prezidenta Beneše československý válečný kříž. Přihlásil se do řad 2. čs. paradesantní brigády s níž prošel roku 1944 boji před Duklou. Od listopadu 1944 se připravoval na svůj první bojový seskok v rámci operace Lukačevič III. (podle jeho vzpomínek již minimálně jednou absolvoval let do týlu nepřítele, ale ze seskoku sešlo).
Ludmila Alexandrovna Donskaja, rodačka z Charkova byla nejzkušenější členkou týmu. Přes svůj nízký věk, narodila se roku 1923, bojovala proti Němcům od počátku Velké vlastenecké války, nejprve v řadách partyzánů, od listopadu 1941 v řadách Rudé armády, od roku 1943 jako zpravodajka, radistka. Do počátku roku 1945, kdy byla zařazena do operace Lukaševič III. absolvovala šest bojových seskoků do týlu nepřítele, tato akce měla být 7. výsadkem. Nakonec vysazena nebyla. Při letu do cílové oblasti byl jejich letoun Li-2 poručíka Morozova napaden nočním stíhačem a pilot byl nucen při úniku do mraků prudce manévrovat. Výsadkáři v kabině byli házeni ze strany na stranu, přičemž se radistce Donské otevřel padák.

## Příprava na přijetí výsadku
Příprava operace si vyžádal delší čas, protože poslat zpravodajce do neznámého terénu bez kontaktů nebylo smysluplné. Proto byl do příprav operace zapojen Štáb partyzánského hnutí na Slovensku, který později připadl pod velení štábu 1. ukrajinského frontu. Ten ze svých lidí vybral mladého (ročník 1925) slovenského partyzána Vavřince Korčiše, který před válkou žil a studoval v Praze. Ten se s falešnými doklady vydal na cestu přes Banskou Bystrici, Bratislavu a Vídeň do Prahy, kam dorazil koncem roku 1944. Korčiš kontaktoval v obci Točná u Prahy rolníka Zdeňka Junka, u něhož dříve jeho matka pracovala. Junek jej pak seznámil s dalšími členy ilegálního Národního výboru v Točné, kteří tvořili již od roku 1939 místní odbočku skupiny V boj, Josefem Olivou a Aloisem Andělem. Ti pak do příprav zapojili i Ljubomíra Seykoru z Komořan, zakladatele jejich odbočky V boje a člena ilegálního Národního výboru v Modřanech. Korčiš měl díky své matce Miladě ještě kontakty na Františka a Josefa Hluchého z Nechánic a plukovníka ve výslužbě Julia Phillipa, který měl chatu v obci Psáry. Vavřinec Korčiš úspěšně kontaktoval i je a po smluvení hesla "Milada Vás pozdravuje" se vydal zpět na Slovensko. Tam dorazil v polovině ledna a podal zprávu o splnění úkolu na zpravodajské oddělení 1. UF.

## Vysazení a první kontakty
V noci z 18. na 19. února 1945 startoval letoun Li-2 poručíka A. A. Morozova od 340. bombardovacího leteckého pluku z letiště u Čenstochové k letu s úkolem vysazení parašutistů do prostoru u Prahy. Při dramatickém letu, během něhož byl stroj napaden nočním stíhačem a musel prudce kličkovat při úniku do mraků, došlo k tomu, že se radistce Donské otevřel padák. Zbývající dva výsadkáři byli kolem půlnoci shozeni se značnou odchylkou z výšky asi 600 metrů mezi obcemi Jesenice a Průhonice, do průhonické obory. Parašutisté se úspěšně našli, ukryli padáky, vysílačku a další materiál a po neúspěšném pokusu určit svoji pozici vyčkali do rána. Poté, s pomocí vrchního zahradníka průhonického parku pana Jíry, zamířili k Jesenici a k Nechánicím, kde měli určenou první záchytnou adresu v domě č.p. 25 u Františka Hluchého. K místu určení v pořádku dorazili a s Hluchého synem Josefem, který pracoval v pražské Aerovce a měl kontakty na odboj, se vrátili vyzvednout vysílačku, kterou pak ukryli u Hluchých pod podlahou.

## Budování sítě
Zatímco Šahur s vysílačkou zůstal u Hluchých v Nechánicích, Kurilovič se přesunul blíže ku Praze, do domku Olivových č. p. 76 na Točné. Navázání kontaktů šlo od počátku velmi dobře díky vydatné pomoci domácího odboje. Prostřednictvím Josefa Hluchého se z odbojové organizace v Aerovce vytvořila rezidentní skupina "Kazan", která dodávala zprávy z výroby v závodu, železniční přepravy, z tankového cvičiště v Milovicích i z budování obrany na Labi. V Aerovce pracovala také Oliviova dcera, Věra Cirýnová, a která se svým manželem Karlem Cirýnem bydlela v Lysé nad Labem a prostřednictvím tamního železničáře Josefa Kaži získávali informace o železniční dopravě, včetně pohybů v prostoru milovického cvičiště. Od Olivových z Točné byla vytvořena druhá rezidentura "Dub". Alois Anděl z Točné pracoval na stavbě Štěchovické přehrady, která se již nacházela ve výcvikovém prostoru Waffen-SS u Hradišťka, a byl zapojen odbojové organizace tamních zaměstnanců Hnutí za svobodu, kteří prováděli drobné sabotáže. Prostřednictvím Ljubomíra Seykory z Komořan, jehož Kurilovič oslovil již 20. února, byl navázán kontakt s Františkem Kolmanem a s Modřanským ilegálním národním výborem, který měl prostřednictvím Antonína Klapky z Modřan kontakt na partyzánskou skupinu v Brdech v oblasti Nového Knína. Modřanský výbor byl také napojený na odbojovou organizaci Obrana národa a jejího místního zkušeného rezidenta štábního kapitána gšt. Miloslava Zatřepálka (od roku 1941 v ilegalitě). V Seykorově domě v Komořanech, odkud odbojáři odesílali radiogramy do Londýna, se ještě v únoru uskutečnila schůzka schůzka Kuriloviče s škpt. gšt. Zatřepálkem. Obzvláště cennými spolupracovníky se stali asistenti velitele kriminální policie města Prahy Josef Čižinský a František Čelada. Ti parašutistům nejen opatřili potřebné doklady, ale také je varovali před případnými kontrolami a rovněž podávali vysoce hodnotné zpravodajské informace. Díky dobře připravenému a rychlému napojení na domácí odboj měli výsadkáři brzy k dispozici rozsáhlou zpravodajskou síť dodávající důležité zprávy. Záhy se proto projevila absence druhého radisty, neboť Štefan Šahur nestačil šifrovat a vysílat. Kurilovič se proto rozhodl již 25. února 1945 požádat o vyslání posil.

## Lukaševič III - Jurij a Tadeuš
Žádosti zpravodajské oddělení štábu 1. ukrajinského frontu vyhovělo, ale k výsadku došlo až v noci z 26. na 27. března 1945. Kurilovič se Šahurem očekávali další výsadkáře ve vybraném prostoru mezi obcemi Nechánice a Psáry, na němž měli připravené k zapálení signální ohně. Shoz dvou dalších radistů a kontejneru s materiálem proběhl přesně, nicméně ale poněkud brzy, neboť požadavek na příjem výsadku kolem půlnoci byl splněn podle moskevského a nikoliv středoevropského času. Riziko odhalení bylo o to větší, že v nedalekém hotelu René a přilehlé pivnici byli ubytováni také Němci. Nakonec vše se štěstím dopadlo dobře a všichni parašutisté i s novými vysílačkami a dalším materiálem ještě v noci odešli do Psár k podplukovníkovi technické zbrojní služby letectva v záloze inženýru Juliu Phillipovi. Jeden z mužů zde poté zůstal ukryt i s vysílačkou. Následující den, 27. 3. byl druhý z nových radistů odveden do Točné-Závisti (většina osady Závist tehdy patřila do katastru obce Točná), kde byl ubytován v kůlně známého motocyklového závodníka a vítěze závodu do vrchu Zbraslav-Jíloviště, Františka Chlada.
Kdo byli tito dva výsadkáři?
V Psárech u ing. plk. Phillipa byl ubytován Bělorus Pavel Grigorjevič Zujkevič (krycí jméno Karel Pilc, volací znak Tadeuš). Narodil se 8. září 1922 v obci Laktyš v Polsku. Po vypuknutí války v září 1939 byla tato východní číst Polska zabrána SSSR. Zujkevič se stal vedoucím nově založené knihovny a podílel se na organizaci kultury v obci. Po zahájení operace Barbarossa v létě 1941 a následné okupaci Němci začal Zujkevič spolupracovat s partyzány. Následně byl zatčen a zařazen do transportu do koncentračního tábora. Během přesunu se mu podařilo uprchnout, ale někde v centrálním Polsku byl znovu zatčen a skončil v zajateckém táboře. Opět se mu podařilo uprchnout a při přesunu na východ se někdy v zimě 1943 přidal v Černigovské oblasti na Ukrajině k partyzánskému oddílu. S ním bojoval až do jara 1944 do osvobození Ukrajiny. Následně byl přijat do Rudé armády, zařazen do služby ve zpravodajském oddělení a odeslán do radiotelegrafického kurzu. Po jeho absolvování čekal na zařazení k výsadku do týlu nepřítele.
Na Závisti u Františka Chlada byl ubytován Polák, údajně českého původu, Zenon Czech (krycí jméno Jurij). Narodil se 6. dubna 1919 ve městě Kolomyja v tehdejším Polsku (nyní Ukrajina). Roku 1937 odmaturoval na obchodní akademii a pracoval až do roku 1939 jako nákupčí a účetní v rolnickém družstvu. V září 1939 se i tato část Polska dostala do sovětského záboru. V listopadu 1940 byl proto Czech povolán k základní vojenské službě v Rudé armádě. Stal se spojařem a během prezenční služby jej zastihl 22. červen 1941. V řadách Rudé armády pak bojoval až do září 1943, kdy byl na vlastní žádost převelen k tvořícímu se 1. sboru polských ozbrojených sil v SSSR. V jeho sestavě se podílel na bojové cestě 2. pěší divize Jana Henryka Dąbrowskieho. Roku 1944 byl v převelen k výsadkářům a určen k paradesantnímu úkolu v týlu nepřítele.
Zatímco Zenon Czech byl určený jako posila pro operaci Lukaševič III., tady přímo pro Kuriloviče a Šahura, Zujkevič měl být přesunutý na Žambersko, kde se poté co gestapo zlikvidovalo většinu paraskupiny Barium včetně jejích vysílaček, ocitla rozsáhlá odbojová síť bez spojení se zahraničím. Jeho transport chtěli provést již vyzkoušenou metodou čeští policisté Čižinský a Čelada, kteří na jméno Karla Pilce vystavili falešný zatykač a hodlali jej transportovat včetně vysílačky jako zatčeného vězně. K této akci ale bohužel pro rychlý spád dalších událostí již nedošlo.